# 札幌高等・地方裁判所合同庁舎
札幌高等・地方裁判所合同庁舎（さっぽろこうとうちほうかんいさいばんしょごうどうちょうしゃ）は、北海道札幌市中央区大通西11丁目にある日本の裁判所の合同庁舎。

## 入居機関
- 札幌高等裁判所本庁
- 札幌地方裁判所本庁
- 札幌検察審査会

## 所持品検査
2013年3月1日から、庁舎の入口において、入庁者に対する手荷物検査が実施されている。日本国内の裁判所入口での所持品検査は、東京高等・地方・簡易裁判所合同庁舎に続いて2例目である。なお、札幌高等裁判所は、「札幌の庁舎では職員や事件当事者に対する暴力行為などが繰り返し起こっており、利用者の安全を確保することが目的」と、この措置の導入理由を説明している。これに対し、『北方ジャーナル』の記者である小笠原淳は検査導入の措置に疑問を呈し、速やかな中止を主張している。